# Ratpenat de dit gros
El ratpenat de dit gros (Glischropus tylopus) és una espècie de ratpenat de la família dels vespertiliònids. Viu a Cambodja, Indonèsia (Kalimantan, Maluku, Sumatera), Laos, Malàisia (Sabah i Sarawak), Myanmar, les Filipines, Tailàndia i el Vietnam. El seu hàbitat natural són esquerdes de les roques, en bambú buit, i en fulles de plàtan a la Península de Malàisia. No hi ha cap amenaça significativa per a la supervivència d'aquesta espècie.